# Neuville (Québec)
Neuville è un comune del Canada, situato nella provincia del Québec, nella regione di Capitale-Nationale.